# Parlamento egiziano
Il Parlamento egiziano è il parlamento bicamerale dell'Egitto, composto dal Senato e dalla Camera dei rappresentanti.

## Storia parlamentare
| Data      | Costituzione                                | Camera alta               | Camera bassa              |
| --------- | ------------------------------------------- | ------------------------- | ------------------------- |
| 1923-1953 | Costituzione del 1923 Costituzione del 1930 | Senato                    | Camera dei rappresentanti |
| 1956-1971 | Costituzione del 1956 Costituzione del 1958 | Assemblea nazionale       | Assemblea nazionale       |
| 1971-1980 | Costituzione del 1971                       | Assemblea del popolo      | Assemblea del popolo      |
| 1980-2012 | Costituzione del 1971                       | Consiglio della Shūra     | Assemblea del popolo      |
| 2012-2014 | Costituzione del 2012                       | Consiglio della Shūra     | Camera dei rappresentanti |
| 2014-2020 | Costituzione del 2014                       | Camera dei rappresentanti | Camera dei rappresentanti |
| Dal 2020  | Costituzione del 2014                       | Senato                    | Camera dei rappresentanti |